# Бронзовопятнистая лесная горлица
Бронзовопятнистая лесная горлица (лат. Turtur chalcospilos) — вид птиц семейства голубиных, обитающий в Африке.

## Описание
Бронзовопятнистая лесная горлица длиной 20 см. Половой диморфизм отсутствует.
Внешне очень похожа на родственную стальнопятнистую лесную горлицу. В целом, оперение немного светлее, пятна на крыльях немного больше и имеют металлический зелёный отблеск. Клюв красный с чёрной вершиной. Радужины тёмно-коричневые. От основания клюва к глазу проходит очень тонкая цветная полоса. Ноги красные.

## Распространение
Область распространения бронзовопятнистой лесной горлицы — это Восточная Африка, а также Эфиопия и Сомали до Южной Африки. Вид хорошо приспособлен к жизни на земле в лесу и кустарнике.

## Размножение
Гнездо находится в кустарнике на высоте от 1,5 до 4 м. Кладка состоит из 2-х яиц. Период инкубации составляет 13 дней. Молодые птицы становятся самостоятельными через 13 дней.